# 2600: The Hacker Quarterly
2600: The Hacker Quarterly es una publicación estadounidense que se especializa en publicar información técnica en una variedad de temas incluyendo la Central telefónica, Protocolo de Internet y sus servicios, así como noticias generales sobre la computadora "subterránea" y de la  política de izquierda, y algunas veces (pero no reciente), sobre problemas anarquistas.

## Título
El nombre de la revista viene del descubrimiento de phreaker en 1960, que la transmisión de un tono de 2600 hertz (el cual pudo ser perfectamente producido con un silbato de plástico regalado en el cereal de Cap'n Crunch; descubierto por los amigos de John Draper) sobre una conexión troncal de larga distancia tuvo acceso a "modo operador" y permitió al usuario explorar aspectos del sistema del teléfono que no eran posible acceder de otra manera. La revista fue nombrada por David Ruderman, quien fue cofundador de la revista junto con su amigo de la universidad, Eric Corley. Fue publicada por primera vez en 1984, coincidiendo con el libro con el mismo nombre y el rompimiento de AT&T. 3 años después Ruderman terminó su participación directa con la revista.

## Publicación y subscripción

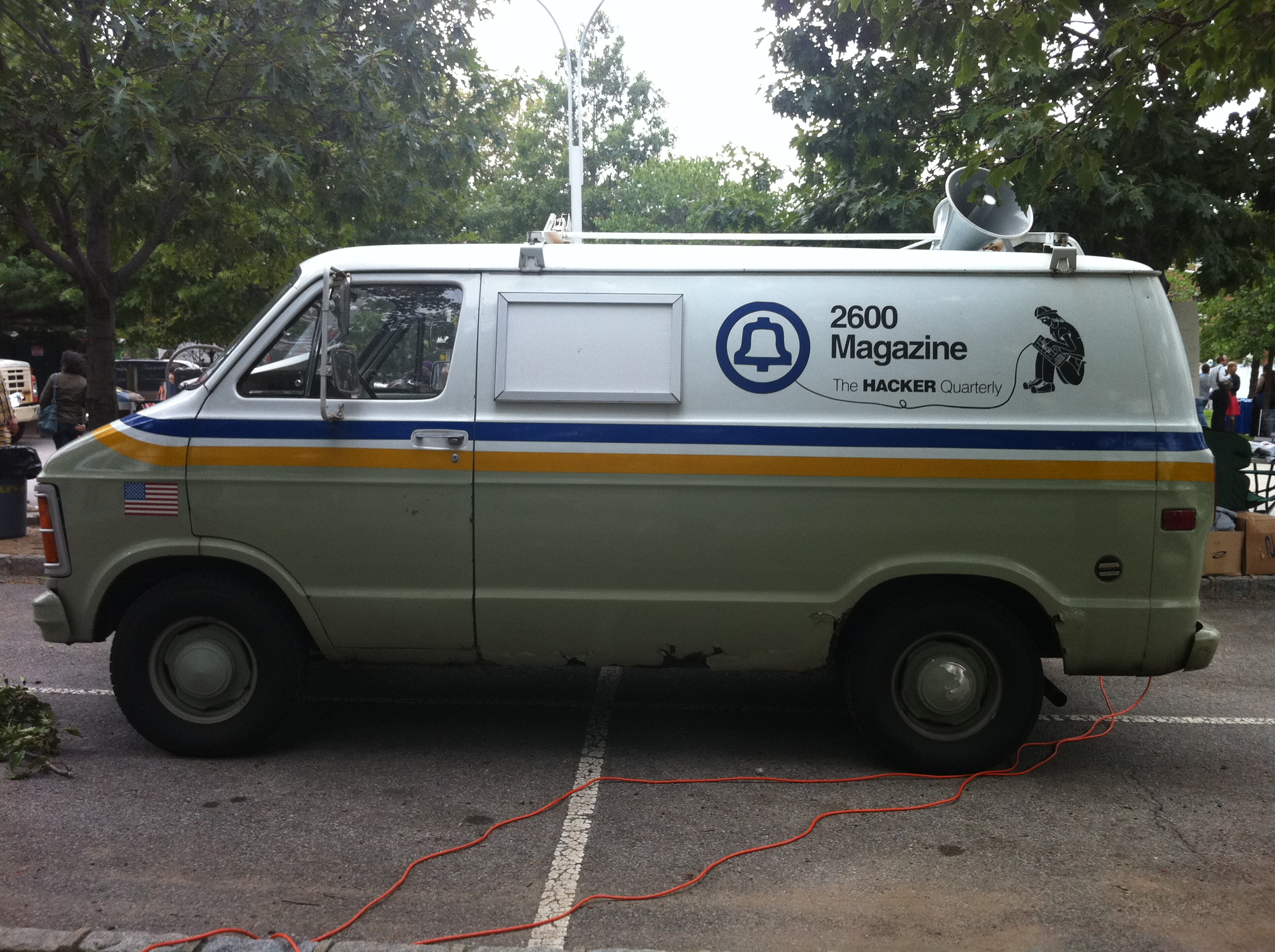
La van 2600, un vehículo modificado de New York Telephone.

La revista fue publicada y editada por su cofundador Emmanuel Goldstein y su compañía sin fines de lucro 2600 Enterprises, Inc. 2600 fue lanzado en el primer viernes del mes, seguido de una cambio de estación, enero, abril, julio y octubre.
Goldstein publicó una compilación de los artículos de la revista titulada The Best of 2600: A Hacker Odyssey. El libro, an 888-page hardcover, ha estado disponible desde el 28 de julio de 2008 en los Estados Unidos y 8 de agosto de 2008 en UK, y fue publicado por Wiley.
La reviste ofrece publicidad gratis para los subscriptores. Suscriptores encarcelados a menudo quitan anuncios personales en busca de nuevos amigos y amigos por correspondencia.

## Término "Hacker"
En el uso de 2600 y afiliados, el término "hackear" se refiere al hackeo de sombrero gris, el cual es generalmente entendido como ser cualquier tipo de utilización tecnológica o la manipulación de la tecnología que va más allá de las capacidades inherentes al diseño de una aplicación dada. Este uso intenta mantener la neutralidad, en oposición a la carga política y a los términos de sombrero blanco, el cual es designado como   "hackear" exclusivamente con buenas intenciones (por ejemplo: mejorar el rendimiento de un dispositivo o exponer las vulnerabilidades de la seguridad de un sistema para el beneficio del administrador del sistema), o hackeo de sombrero negro, el cual está designado como "hackeo"  motivado exclusivamente como intenciones malas o egoístas o para beneficio monetario (por ejemplo: Robar información vital (información de tarjetas de crédito, código fuente, etc.) venderla o intercambiarla o vengarse a través del sabotaje tecnológico, la invasión tecnológica, la invasión física, la ingeniería social, u otros métodos).

## Conferencias Asociadas
2600 estableció las conferencias H.O.P.E. (Hackers on Planet Earth) así como juntas mensuales en Argentina, Australia, Austria, Brasil, Canadá, Dinamarca, Inglaterra, Finlandia, Francia, Grecia, Irlanda, Italia, Japón, México, Nueva Zelanda, Noruega, Polonia, Puerto Rico, Rusia, Escocia, Sudáfrica, Suecia, Suiza, y en Estados Unidos. Las juntas generalmente toman lugar el primer viernes del mes a las 5 p. m. tiempo local, con varias excepciones. Las juntas de 2600 proporcionan un foro para enseñar, aprender, y discutir eventos con respecto al campo de la tecnología.

## En otros medios
Las películas de 2600 Films ha hecho un largometraje documental sobre el famoso hacker Kevin Mitnick, el movimiento libre de Kevin y el mundo de hackers, titulado Freedom Downtime, y actualmente está trabajando en un título llamado Speakers' World.
Corley también es el anfitrión de 2 programas de radio, Off The Wall y Off the Hook. Ambos programas pueden ser descargados o transmitidos en el sitio web de 2600, y también son transmitidos en varias estaciones de radio:
- Off the Hook se transmite en WBAI (99.5 FM) y WBCQ (7490 shortwave).
- Off The Wall se transmite en WUSB (90.1 FM).

En la película de 1995 Hackers, Matthew Lillard protagoniza a un hacker llamado Emmanuel Goldstein.

## Casos judiciales
2600 ha estado involucrado en muchos casos judiciales relacionados con tecnología y con la libertad de expresión junto con Fundación Fronteras Electrónicas, quizá lo más significativo Universal v. Reimerdes involucrando la distribución de la herramienta de protección de copias de DVD DeCSS, donde los tribunales confirmaron la constitucionalidad del Acta de derechos de autor digitales del milenio.